# Iphiaulax varireticulatus
Iphiaulax varireticulatus är en stekelart som beskrevs av Cameron 1909. Iphiaulax varireticulatus ingår i släktet Iphiaulax och familjen bracksteklar. Inga underarter finns listade i Catalogue of Life.